# Croton krukoffianus
Espèce
Croton krukoffianus est une espèce de plantes à fleurs du genre Croton et de la famille des Euphorbiaceae, présente au Brésil (Mato Grosso).